# Équivalent vingt pieds
Pour les articles homonymes, voir EVP (homonymie).

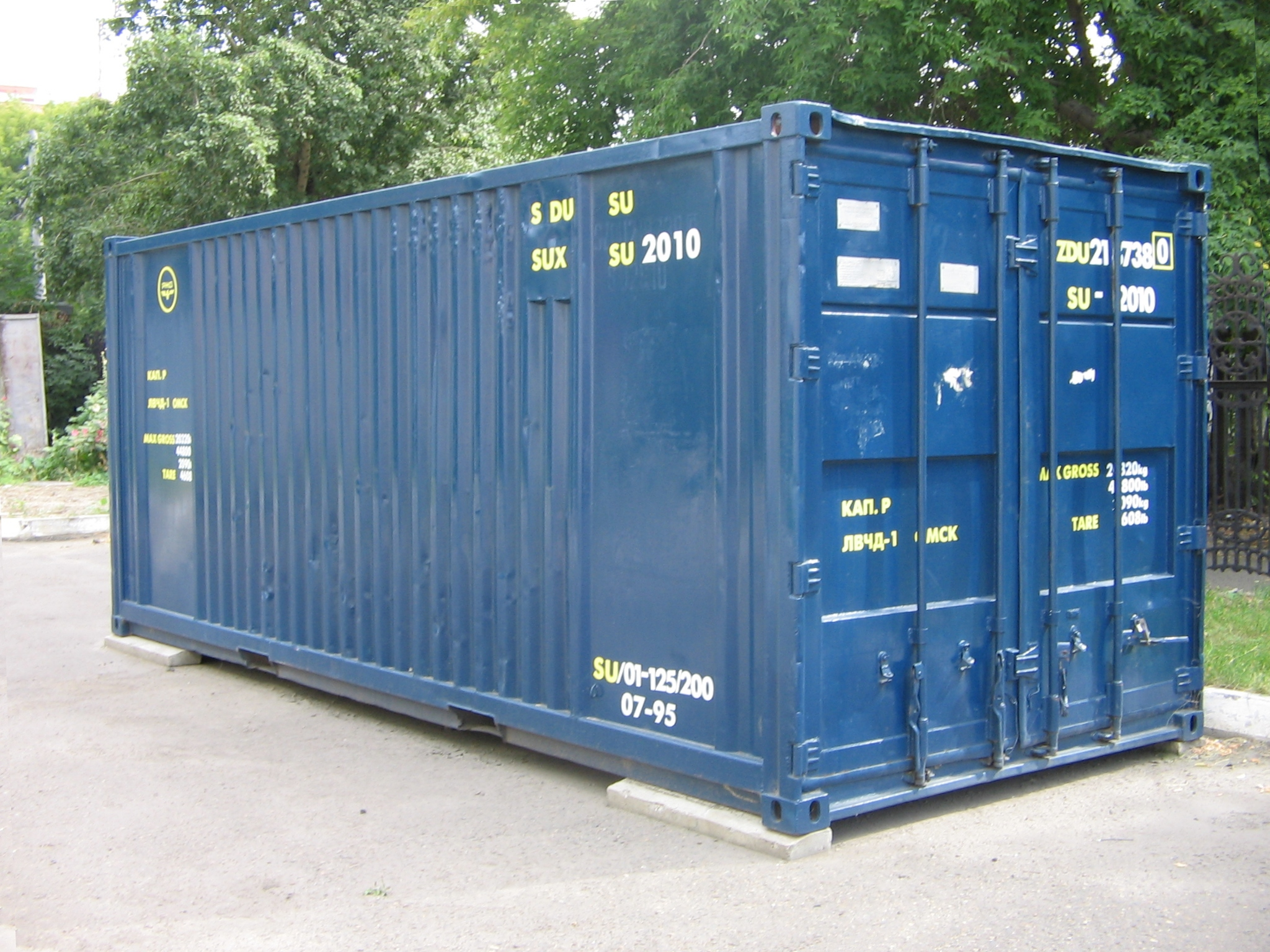
Un conteneur standard de 20 pieds, équivalent à 1 EVP.

L'équivalent vingt pieds, ou EVP (en anglais : twenty-foot equivalent unit, TEU) est une unité approximative de mesure des terminaux et navires porte-conteneurs basée sur le volume d'un conteneur de 20 pieds (6,1 mètres). On l'utilise pour simplifier le calcul du volume de conteneurs dans un terminal ou sur un navire. C'est un caisson métallique de taille standardisée qui peut être transféré entre différents modes de transport (parfois successivement) comme les navires, barges, trains ou camions.
Un conteneur est caractérisé par sa longueur ; les plus communs sont les 20 pieds (6,1 mètres) équivalents à 1 EVP et les 40 pieds (12 mètres) équivalents à 2 EVP. Les conteneurs de 45 pieds (13,7 mètres) sont néanmoins équivalents à 2 EVP[réf. souhaitée].

## Définition et mesures

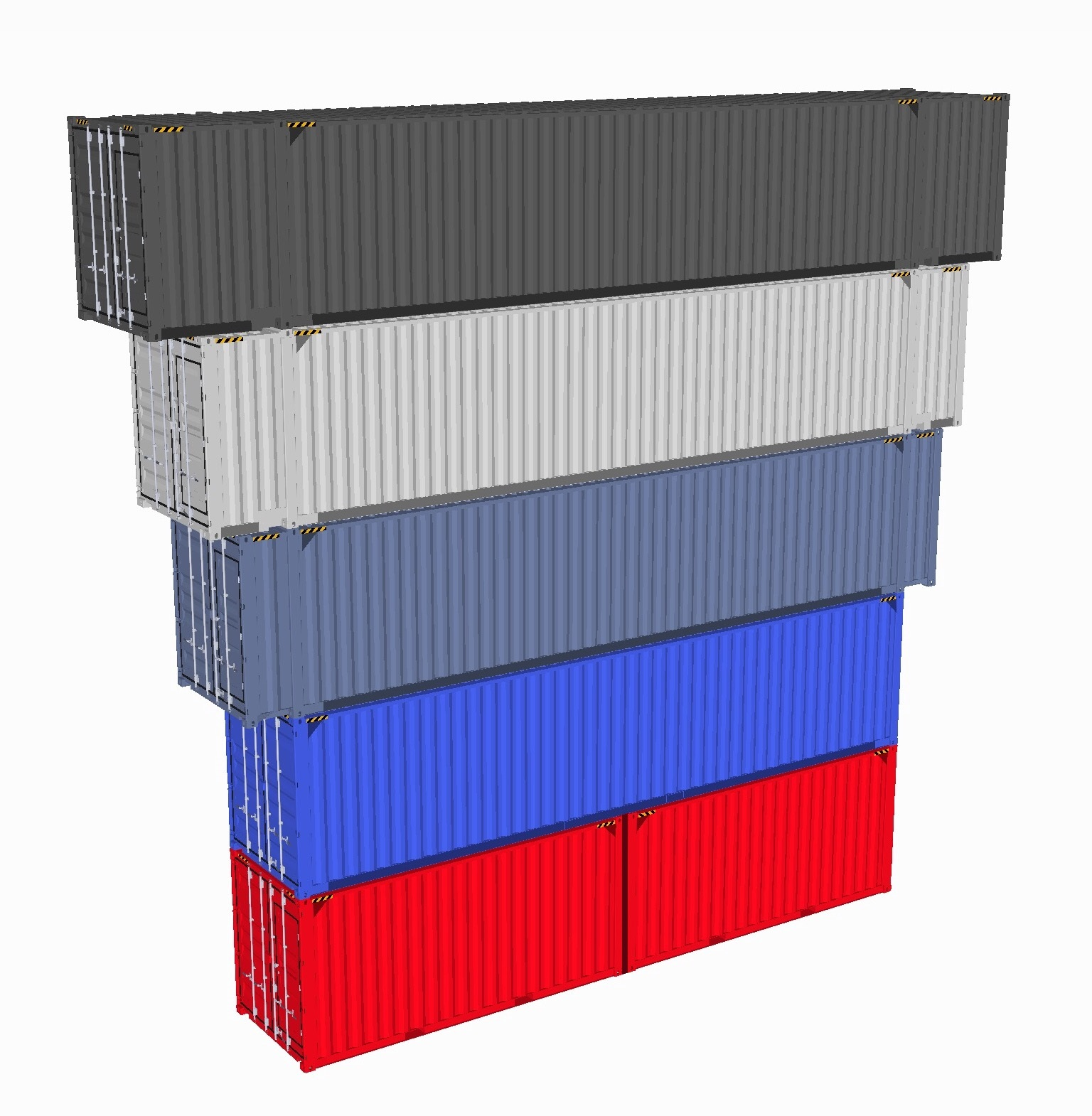
De haut en bas, conteneurs empilés de longueurs : 53', 48', 45', 40' et 2x20'.

Un conteneur de 20 pieds vaut 1 EVP et un conteneur de 40 pieds en vaut 2. Il est ainsi possible d'additionner les EVP, indépendamment de la taille des conteneurs chargés (la norme ISO 668:1995 définit des conteneurs de 10, 20 et 40 pieds). La capacité du porte-conteneurs Emma Mærsk est ainsi évaluée à 11 000 EVP et celle du CMA CGM Bougainville est de 18 000 EVP.
Un conteneur standard d'un EVP mesure extérieurement 6,096 mètres de long (20 pieds), 2,438 m de large (8 pieds) et 2,591 m de haut (8 ¹⁄₂ pieds ou autrement dit 8 pieds 6 pouces); cela représente un volume extérieur d'environ 38,5 mètres cubes. Les dimensions intérieures sont au minimum de 5,867 m de longueur, 2,330 m de largeur et 2,350 m de hauteur, pour un volume intérieur de 32,1 mètres cubes au minimum, ce qui permet par exemple de déménager le contenu d'une petite maison.
La mesure est approximative : les conteneurs high cube (« hauts ») (hauteur : 10 pieds, volume : 43,0 m3) et les demi-conteneurs (hauteur : 4,25 pieds, volume : 19,3 m3), moins utilisés, sont aussi comptabilisés comme 1 EVP.
.
| Longueur               | Largeur          | Hauteur            | Volume   | EVP  |
| ---------------------- | ---------------- | ------------------ | -------- | ---- |
| Conteneur standard     |                  |                    |          |      |
| 20 pieds (6,1 m)       | 8 pieds (2,44 m) | 8 ½ pieds (2.59 m) | 38,5 m3  | 1    |
| 40 pieds (12 m)        | 8 pieds (2,44 m) | 8 ½ pieds (2,59 m) | 67,6 m3  | 2    |
| 48 pieds (14,6 m)      | 8 pieds (2,44 m) | 8 ½ pieds (2,59 m) | 92,4 m3  | 2,4  |
| 53 pieds (16,2 m)      | 8 pieds (2,44 m) | 8 ½ pieds (2,59 m) | 102,1 m3 | 2,65 |
| conteneurs 'High Cube' |                  |                    |          |      |
| 20 pieds (6,1 m)       | 8 pieds (2,44 m) | 9 ½ pieds (2,90 m) | 43 m3    | 1    |
| 40 pieds (12 m)        | 8 pieds (2,44 m) | 9 ½ pieds (2,90 m) | 76,4 m3  | 2    |
| 45 pieds (13,72 m)     | 8 pieds (2,44 m) | 9 ½ pieds (2,90 m) | 86 m3    | 2,25 |

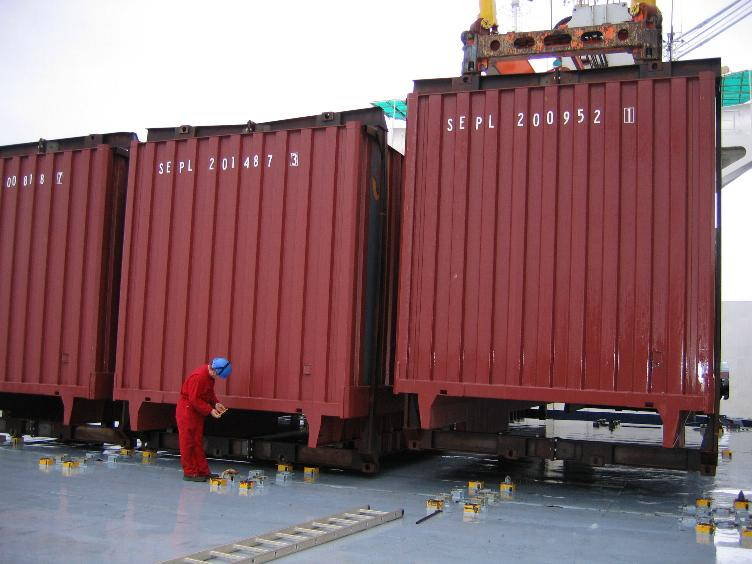
Un conteneur high cube est lui aussi équivalent à 1 EVP.

Il faut aussi souligner, et c'est le plus important, que l'appellation EVP a été créée parce que les navires disposent de slots pour 40 pieds, mais que sur chacun de ces espaces (souvent en pontée) on peut stocker deux fois 20 pieds. On ne peut donc jamais dire qu'un navire peut transporter 10 000×20' et 1 000×40'. Cela dépend à chaque chargement du nombre de conteneurs de 20 et 40 pieds, qui change souvent. On a donc créé une unité de mesure : l'EVP. Exemple : un navire de 3 000 EVP peut transporter 2 000×20' et 500×40' sur une première liaison puis 2 100×20' et 450×40' sur une autre liaison, et a toujours la même contenance en EVP : soit 3 000 EVP.